# Wide-field Infrared Survey Explorer
Wide-field Infrared Survey Explorer (WISE), NASA-in infracrveni svemirski teleskop lansiran 14. prosinca 2009. i ugašen 17. veljače 2011. Do listopada 2010. vodikovo hladilo i financijska sredstva su potrošena te je primarni dio misije završio. Umjesto napuštanja letjelice, NASA je finacirala kraće produženje misije pod nazivom NEOWISE s ciljem potrage za malim nebeskim tijelima u blizini zemljine orbite.